# Philodendron martini
Philodendron martini är en kallaväxtart som beskrevs av Heinrich Wilhelm Schott. Philodendron martini ingår i släktet Philodendron och familjen kallaväxter. Inga underarter finns listade.